# Geng Lijuan
Geng Lijuan (* 15. Januar 1963 in Hebei) ist eine ehemalige chinesische und kanadische Tischtennisspielerin. Sie ist vierfache Weltmeisterin. Seit 1989 spielt sie für Kanada.

## Karriere in China
Bei der WM 1983 wurde sie mit Huang Junqun im Doppel Vizeweltmeisterin, mit der Mannschaft holte sie Gold. 1985   kam sie im Einzel bis ins Endspiel, im Doppel (mit Dai Lili) und mit der Mannschaft gewann sie den Titel. 1987 holte sie den letzten Titel, nämlich im Mixed mit Hui Jun.

## Karriere in Kanada
Einige Zeit vor ihrer Heirat übersiedelte sie 1988 (oder 1989) nach Kanada und erwarb die Spielberechtigung für dieses Land. Für Kanada nahm sie noch an den Weltmeisterschaften 1991 (Viertelfinale im Einzel), 1993, 1995 (Viertelfinale im Einzel), 1997, 1999 (Viertelfinale im Doppel), 2000 und 2001 teil.
1996 und 2000 nahm sie an den Olympischen Spielen teil.
Mehrfach gewann sie die nationale Meisterschaft sowie die Nordamerikanische Meisterschaft.
1990 schloss sie sich dem deutschen Bundesligaverein Spvg Steinhagen an. Nach dem Rückzug dieses Vereins wechselte sie 1994 nach Ottawa, um 1997 nach Deutschland zu Team Galaxis Lübeck zurückzukehren.

## Privat
1983 lernte sie in Kanada den aus Rumänien stammenden Tischtennisspieler Horatio Pintea kennen. Dieser bestritt seit 1983 internationale Wettkämpfe für Kanada. 1988 übersiedelte Geng Lijuan nach Kanada, im Juni 1989 heiratete sie Pintea.
Ihre Schwester Geng Lihong kam 1991 aus China zu TTK GW Kiel.

## Turnierergebnisse
| Verband | Veranstaltung              | Jahr | Ort             | Land | Einzel        | Doppel           | Mixed         | Team  |
| ------- | -------------------------- | ---- | --------------- | ---- | ------------- | ---------------- | ------------- | ----- |
| CHN     | Asienmeisterschaft ATTU    | 1986 | Shenzhen        | CHN  | Halbfinale    | Halbfinale       | Gold          |       |
| CHN     | Asienmeisterschaft ATTU    | 1984 | Islamabad       | PAK  | Halbfinale    | Gold             |               | 1     |
| CHN     | Asienspiele                | 1986 | Seoul           | KOR  |               | Gold             | Silber        | 2     |
| CAN     | Nord-Amerika Meisterschaft | 2002 | Edmonton        | 0    | Halbfinale    | Gold             |               |       |
| CAN     | Nord-Amerika Meisterschaft | 2000 | Toranto         | 0    | Gold          | Silber           |               |       |
| CAN     | Nord-Amerika Meisterschaft | 1999 | Fort Lauderdale | 0    | Silber        | Silber           |               |       |
| CAN     | Nord-Amerika Meisterschaft | 1998 | Winnipeg        | 0    | Gold          | Gold             | Gold          |       |
| CAN     | Nord-Amerika Meisterschaft | 1996 | Edmonton        | 0    | Gold          | Gold             |               |       |
| CAN     | Nord-Amerika Meisterschaft | 1995 | South Bend      | 0    | Gold          |                  |               |       |
| CAN     | Nord-Amerika Meisterschaft | 1994 | Laval           | 0    | Gold          |                  |               |       |
| CAN     | Nord-Amerika Meisterschaft | 1992 | Ste Hyacinthe   | 0    | Gold          | Gold             |               |       |
| CAN     | Nord-Amerika Meisterschaft | 1991 | Laval           | 0    | Gold          |                  |               |       |
| CAN     | Olympische Spiele          | 2000 | Sydney          | AUS  | letzte 16     | sofort ausgesch. |               |       |
| CAN     | Olympische Spiele          | 1996 | Atlanta         | USA  | letzte 16     | sofort ausgesch. |               |       |
| CAN     | PAN-American Games         | 1999 | Winnipeg        | CAN  | Silber        |                  |               | 2     |
| CAN     | PAN-American Games         | 1995 | Mar del Plata   | ARG  | Gold          | Gold             | Gold          | 1     |
| CAN     | Pro Tour                   | 1999 | Kobe City       | JPN  | Viertelfinale | Rd 1             |               |       |
| CAN     | Pro Tour                   | 1998 | Ji' Nan City    | CHN  | letzte 16     | Viertelfinale    |               |       |
| CAN     | Pro Tour                   | 1998 | Wakayama        | JPN  | Viertelfinale | Viertelfinale    |               |       |
| CAN     | Pro Tour                   | 1998 | Doha            | QAT  | Viertelfinale | Halbfinale       |               |       |
| CAN     | Pro Tour                   | 1997 | Chiba           | JPN  | Viertelfinale | Rd 1             |               |       |
| CAN     | Pro Tour                   | 1997 | Fort Lauderdale | USA  | letzte 16     |                  |               |       |
| CAN     | Pro Tour                   | 1996 | Lyon            | FRA  | Viertelfinale |                  |               |       |
| CAN     | Pro Tour                   | 1996 | Bolzano         | ITA  | Viertelfinale |                  |               |       |
| CAN     | Pro Tour                   | 1996 | Fort Lauderdale | USA  | Silber        | Gold             |               |       |
| CAN     | Weltmeisterschaft          | 2001 | Osaka           | JPN  | letzte 32     | letzte 64        | letzte 16     | 12    |
| CAN     | Weltmeisterschaft          | 2000 | Kuala Lumpur    | MAS  |               |                  |               | 17-20 |
| CAN     | Weltmeisterschaft          | 1999 | Eindhoven       | NED  | letzte 32     | Viertelfinale    | letzte 128    |       |
| CAN     | Weltmeisterschaft          | 1997 | Manchester      | ENG  | letzte 16     | letzte 64        | letzte 32     | 16    |
| CAN     | Weltmeisterschaft          | 1995 | Tianjin         | CHN  | Viertelfinale | letzte 32        | letzte 32     | 16    |
| CAN     | Weltmeisterschaft          | 1993 | Göteborg        | SWE  | letzte 32     | letzte 32        | Viertelfinale |       |
| CAN     | Weltmeisterschaft          | 1991 | Chiba City      | JPN  | Viertelfinale | letzte 16        | letzte 32     |       |
| CHN     | Weltmeisterschaft          | 1987 | New Delhi       | IND  | letzte 16     | letzte 16        | Gold          |       |
| CHN     | Weltmeisterschaft          | 1985 | Göteborg        | SWE  | Silber        | Gold             | letzte 16     | 1     |
| CHN     | Weltmeisterschaft          | 1983 | Tokio           | JPN  | letzte 16     | Silber           | keine Teiln.  | 1     |
| CHN     | Weltmeisterschaft          | 1981 | Novi Sad        | YUG  | letzte 16     | keine Teiln.     | letzte 16     |       |
| CAN     | World Cup                  | 2000 | Phnom Penh      | CAM  | 9-12. Platz   |                  |               |       |
| CAN     | World Cup                  | 1998 | Taipeh          | TPE  | 13-16. Platz  |                  |               |       |
| CAN     | World Cup                  | 1997 | Shanghai        | CHN  | 4             |                  |               |       |
| CAN     | World Cup                  | 1996 | Hong Kong       | HKG  | 9-12. Platz   |                  |               |       |
| CAN     | World Doubles Cup          | 1992 | Las Vegas       | USA  |               | Viertelfinale    |               |       |